# Иван Стоянов (певец)
Иван Стоянов е български певец, който представя България на детския песенен конкурс „Евровизия 2015“ на родна земя съвместно с Габриела Йорданова.. Участва в телевизионното шоу „Големите надежди“ по „Нова телевизия“.

## Биография и музикална кариера
Когато е едва двегодишен, Айван заставал с гръб към телевизора и безпогрешно разпознавал изпълнителя и изпълняваната от него песен. Вече на пет, той започва да посещава школата на Стефан Диомов и печели бургаския конкурс „Сезони“, където получава награда за рок изпълнител. Учи в музикално училище „Панчо Владигеров“ и свири на пиано, като е участвал в редица концерти. Желае да се занимава с музика и да стане композитор.
Негов учител е Милена Добрева, с правилните съвети от която получава награди на редица конкурси. Стефан Диомов лично му присъжда наградата по време на конкурса „Бисери от поморийски бряг“.
Посещава СОУ „Димчо Дебелянов“ в Бургас. След завършване на седми клас желае отново да се върне в музикалното „Панчо Владигеров“ в града, където е бил с профил пиано. Айван се премества оттам, тъй като в новото си училище е в паралелка с интензивно изучаване на пеене.

### Детски песенен конкурс „Евровизия 2015“
Айван участва на националната селекция за детската „Евровизия 2015“ с песента на Васил Найденов „По първи петли“. Преминава успешно през всички рундове, за да се превърне в любимец на публиката и заеме втора позиция в крайното класиране. По-късно става ясно, че ще бъде дуетна половинка на Габриела Йорданова – самата победителка на националната селекция.